# Ferro (famiglia)
I Ferro o Di Ferro sono una delle più antiche e nobili famiglie della Sicilia occidentale. Il ramo principale fiorì a Trapani, dove i suoi membri occuparono le primarie cariche con regolarità dal XV al XIX secolo.

## Origini
Questa famiglia è una delle più illustri del Regno di Sicilia, e di Trapani. Suo capostipite fu Giovanni, detto di Ferro, nobile normanno, della città di Rouen, il quale unitamente con Stefano suo fratello, ecclesiastico, che fu in seguito il primo vescovo di Mazara, vennero in Sicilia col Conte Ruggero, loro parente, scacciandone i saraceni nel 1061.
Installatasi nella città di Mazara, dal sopraccitato Giovanni, si propagò nella Sicilia occidentale. Merita di essere menzionato, fra gli altri discendenti di Giovanni, un Berardo, il quale, nel 1287, sotto gli auspici del re Giacomo II di Aragona, essendo capitano di Marsala, la difese ardimentosamente e con sommo valore, quando fu assalita due volte dall’armata di Carlo I d'Angiò re di Napoli. Fu questo Berardo regio cavaliere, consigliere e maestro razionale del re Federico III di Sicilia nel 1293. Divise un ricco patrimonio con Altimilia sua madre, e da esso nacque in Trapani la sua famiglia. Suo figlio fu Giovanni, detto Berardo, il quale ordinò nel suo testamento fatto nel 1347 che i suoi discendenti primogeniti si nominassero Berardo.

## Storia
Antica e nobile famiglia, che il Minutolo vuole sia stata portata in Sicilia ai tempi del Conte Ruggero, dai fratelli Giovanni e Stefano, il quale ultimo fu il primo vescovo di Mazara.
Un Berardo, da Marsala, il 17 settembre 1282 venne nominato da re Pietro III di Aragona giustiziere per il Vallo di Girgenti.
Un Bartoluccio possedette, durante vita, il feudo di Pardo.
Un Giovan Matteo fu capitano di giustizia di Trapani nel 1523-1534.
Un Pietro fu giudice capitaniale di Palermo nel 1569-1570 e giudice pretoriano nel 1572-1573.
Un Francesco, come figlio di Caterina Amato, possedette la gabella di Pelo e Merca di Palermo, nel 1620.
Un altro Francesco, dottore in leggi, giudice pretoriano di Palermo nel 1742-1743, acquistò nel 1743 il titolo di barone di san Giorgio.
Un Giovanni fu barone della salina della Punta dell’Aquila o del Cavaliere, nel 1742.
Un Gaspare ed un Baldassare li troviamo nel 1765-1766 tra i nobili da scrutinarsi in Mazara.

## Albero genealogico
Nello schema che segue è riportata una sintesi dell'albero genealogico della famiglia:
|                                 |                                 |                                         |                                         |                          |
|                                 |                                 | Baldovino nobile di Fiandra             |                                         |                          |
|                                 |                                 |                                         |                                         |                          |
|                                 |                                 |                                         |                                         |                          |
|                                 | Ruggero passò in Normandia      | Ruggero passò in Normandia              | Carlo passò in Normandia                | Carlo passò in Normandia |
|                                 |                                 |                                         |                                         |                          |
|                                 |                                 |                                         |                                         |                          |
|                                 | Bermundo cavaliere normanno     |                                         |                                         |                          |
|                                 |                                 |                                         |                                         |                          |
|                                 |                                 |                                         |                                         |                          |
| Stefano primo vescovo di Mazara | Stefano primo vescovo di Mazara | Giovanni cavaliere normanno (viv. 1060) | Giovanni cavaliere normanno (viv. 1060) |                          |
|                                 |                                 |                                         |                                         |                          |
|                                 |                                 |                                         |                                         |                          |
|                                 |                                 | Ramo principale ·                       |                                         |                          |

|                                      |                                                           | |                                                           |                                                                    |                                                                    |
|                                      |                                                           | Giovanni signore di Castellammare del Golfo |                                                           |                                                                    |                                                                    |
|                                      |                                                           | |                                                           |                                                                    |                                                                    |
|                                      |                                                           | |                                                           |                                                                    |                                                                    |
|                                      |                                                           | Berardo governatore di Marsala, maggiordomo della regina Costanza II di Sicilia, maestro razionale e vicario generale del Vallo di Girgenti nel 1293 |                                                           |                                                                    |                                                                    |
|                                      |                                                           | |                                                           |                                                                    |                                                                    |
|                                      |                                                           | |                                                           |                                                                    |                                                                    |
|                                      |                                                           | Giovanni detto Berardo, regio cavaliere, fece testamento nel 1347                                                                                    |                                                           |                                                                    |                                                                    |
|                                      |                                                           | |                                                           |                                                                    |                                                                    |
|                                      |                                                           | |                                                           |                                                                    |                                                                    |
|                                      |                                                           | Armando regio cavaliere (viv. 1347) |                                                           |                                                                    |                                                                    |
|                                      |                                                           | |                                                           |                                                                    |                                                                    |
|                                      |                                                           | |                                                           |                                                                    |                                                                    |
|                                      |                                                           | Giovanni detto Berardo, regio cavaliere |                                                           |                                                                    |                                                                    |
|                                      |                                                           | |                                                           |                                                                    |                                                                    |
|                                      |                                                           | |                                                           |                                                                    |                                                                    |
|                                      | Berardello regio cavaliere                                | Berardello regio cavaliere |                                                           | Nicolò regio cavaliere                                             | Nicolò regio cavaliere                                             |
|                                      |                                                           | |                                                           |                                                                    |                                                                    |
|                                      |                                                           | |                                                           |                                                                    |                                                                    |
|                                      | Gilberto regio cavaliere, senatore di Trapani (viv. 1434) | Gilberto regio cavaliere, senatore di Trapani (viv. 1434)                                                                                            |                                                           | Giovanni detto Berardo, regio cavaliere (viv. 1431)                | Giovanni detto Berardo, regio cavaliere (viv. 1431)                |
|                                      |                                                           | |                                                           |                                                                    |                                                                    |
|                                      |                                                           | |                                                           |                                                                    |                                                                    |
|                                      | Pietro regio cavaliere (viv. 1576)                        | Pietro regio cavaliere (viv. 1576) |                                                           | Berardello nobile di Trapani (viv. 1471)                           | Berardello nobile di Trapani (viv. 1471)                           |
|                                      |                                                           | |                                                           |                                                                    |                                                                    |
|                                      |                                                           | |                                                           |                                                                    |                                                                    |
| Antonino regio cavaliere (viv. 1505) | Antonino regio cavaliere (viv. 1505)                      | Penteo regio cavaliere, ⚭ Cecilia Sanclemente (viv. 1514)                                                                                            | Penteo regio cavaliere, ⚭ Cecilia Sanclemente (viv. 1514) | Berardo regio cavaliere, ⚭ Antonella Sieri Pepoli (viv. 1499)      | Berardo regio cavaliere, ⚭ Antonella Sieri Pepoli (viv. 1499)      |
|                                      |                                                           | |                                                           |                                                                    |                                                                    |
|                                      |                                                           | |                                                           |                                                                    |                                                                    |
| Giacomo regio cavaliere              | Giacomo regio cavaliere                                   | Giovan Pietro regio cavaliere | Giovan Pietro regio cavaliere                             | Berardello regio cavaliere, ⚭ Antonia Ferro (viv. 1521)            | Berardello regio cavaliere, ⚭ Antonia Ferro (viv. 1521)            |
|                                      |                                                           | |                                                           |                                                                    |                                                                    |
|                                      |                                                           | |                                                           |                                                                    |                                                                    |
|                                      |                                                           | Giuseppe regio cavaliere, ⚭ Stratonica Ferro (viv. 1577)                                                                                             | Giuseppe regio cavaliere, ⚭ Stratonica Ferro (viv. 1577)  | Giacomo Antonio regio cavaliere, ⚭ Sigismonda Barlotta (viv. 1549) | Giacomo Antonio regio cavaliere, ⚭ Sigismonda Barlotta (viv. 1549) |
|                                      |                                                           | |                                                           |                                                                    |                                                                    |
|                                      |                                                           | |                                                           |                                                                    |                                                                    |
|                                      |                                                           | Sigismonda nobile di Trapani | Sigismonda nobile di Trapani                              | Stratonica nobile di Trapani, ⚭ Giuseppe Ferro                     | Stratonica nobile di Trapani, ⚭ Giuseppe Ferro                     |

## Cavalieri gerosolimitani
Di seguito l'elenco dei membri della famiglia ricevuti nell'Ordine di Malta:
- Scipione, ammiraglio e priore di Capua, ricevuto nel 1570;
- Nicolò, ricevuto nel 1571;
- Ottavio, ricevuto nel 1572;
- Cesare, ricevuto nel 1626;
- Blasco, suo fratello ricevuto nel 1624;
- Vincenzo, ricevuto nel 1632;
- Nicolò, ricevuto nel 1634;
- Gaspare, ricevuto nel 1648;
- Vito, ricevuto nel 1684.